# Chatham (Kent)
Chatham [ˈtʃætəm] ist eine Hafenstadt am Südufer des Flusses Medway (einem Nebenfluss der Themse) in der Grafschaft Kent mit ca. 70.000 Einwohnern. Gemeinsam mit den Nachbarstädten Rochester und Gillingham gehört Chatham zur Verwaltungseinheit Borough of Medway.

## Geschichte

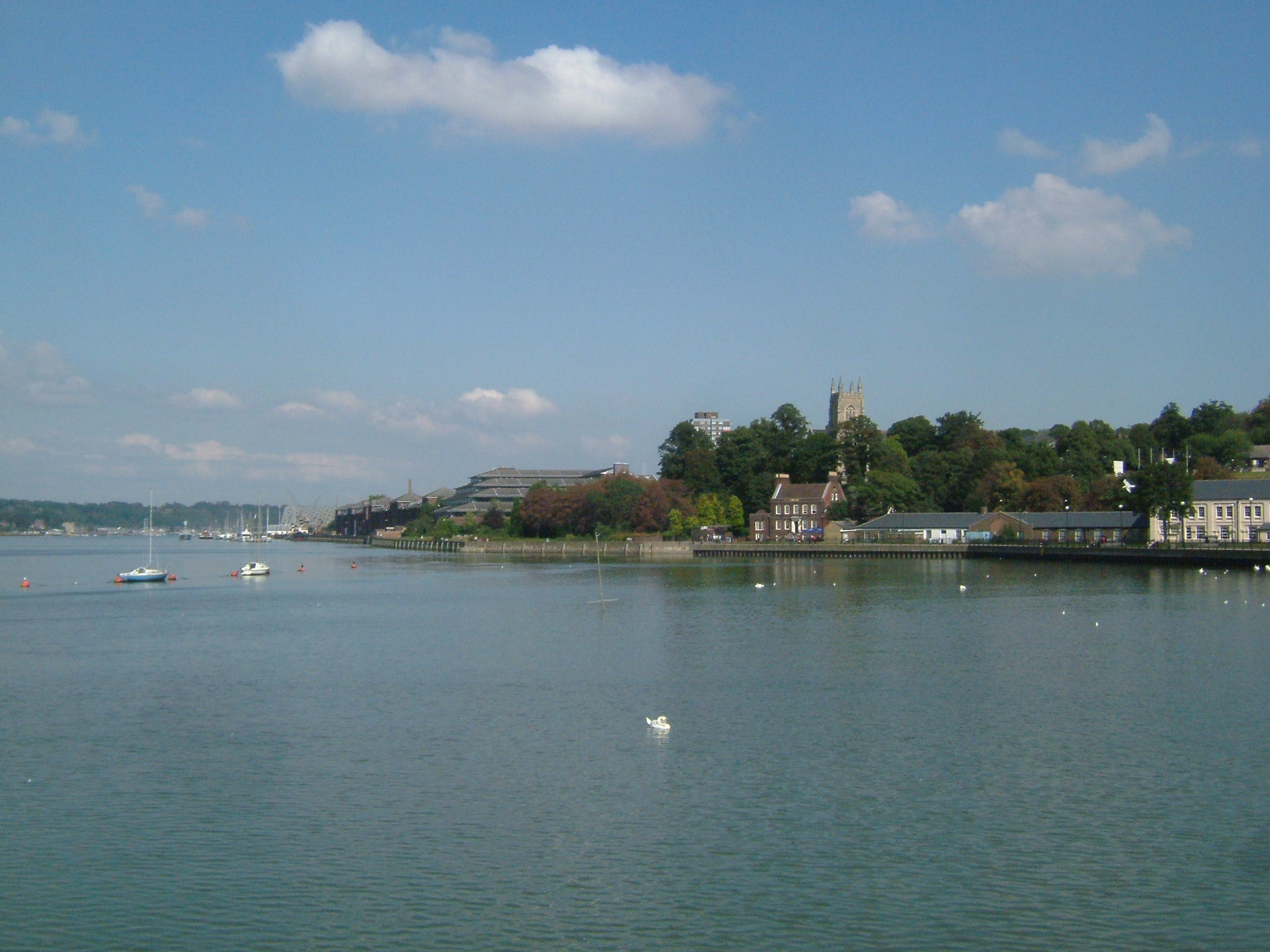
Blick vom River Medway auf Chatham

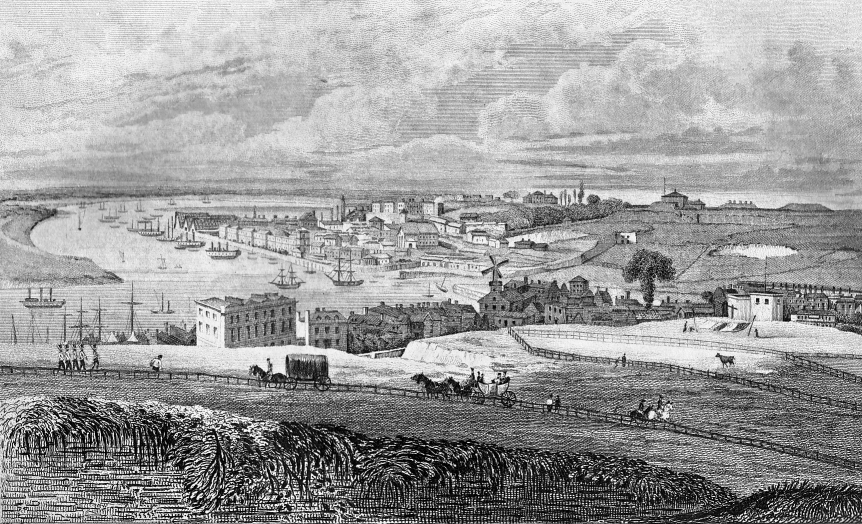
Hafen von Chatham, von Fort Pitt aus gesehen (ca. 1830).

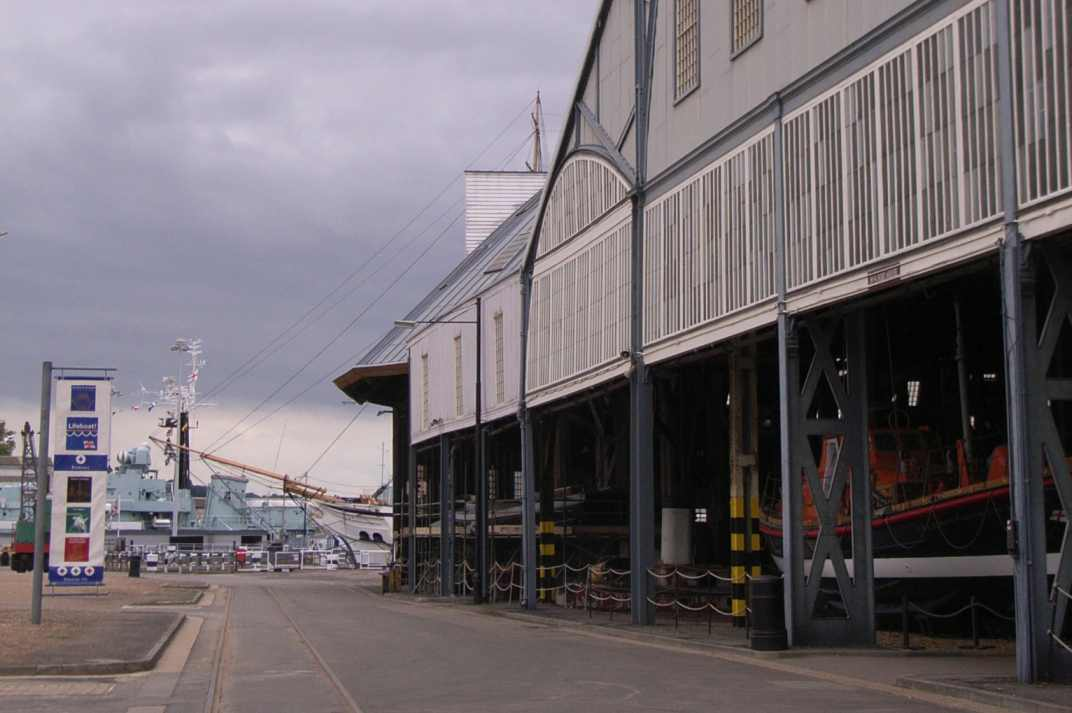
Historic Dockyards Chatham

Chatham wird 1086 zum ersten Mal erwähnt. Im Juni 1667 wurden die Docks von Chatham Ziel eines niederländischen Flottenangriffs, dem Überfall im Medway. Der Hafen, bis 1984 in Betrieb, ist heute eine historische Stätte. In Chatham wurden unter anderem auch das Schiff von Lord Nelson, die Victory, und die Fregatte Unicorn gebaut.
Außerdem befindet sich in Chatham die im Jahr 1812 gegründete Royal School of Military Engineering. Die Befestigungsanlagen des Ortes wurden nach dem Bericht der Royal Commission on the Defence of the United Kingdom von 1860 als besonders wichtig eingestuft und ausgebaut.
Etwa drei Kilometer südwestlich des Stadtzentrums befand sich von 1892 bis etwa 1970 der Militärstützpunkt Fort Bridgewoods, der im Zweiten Weltkrieg eine wichtige Funkabhörstelle des britischen Geheimdienstes beherbergte, genannt Chatham Y Station.

## Sehenswürdigkeiten
Das weitläufige Gelände der alten Werften wurde als Historic Dockyards Chatham zu musealen Zwecken umgewidmet.

## Städtepartnerschaft
- Valenciennes, Frankreich

## Persönlichkeiten
- William Pitt (1708–1778), britischer Staatsmann, trug ab 1768 den Titel eines „Earl of Chatham“
- Thomas Fletcher Waghorn (1800–1850), Offizier und Postunternehmer
- Charles Dickens (1812–1870), Schriftsteller, lebte in Chatham zwischen 1817 und 1821
- John Akehurst (1930–2007), General der British Army
- James McGee (* 1950), Schriftsteller
- Billy Childish (* 1959), Maler, Musiker und Schriftsteller
- Kevin Eldon (* 1959), Schauspieler, Synchronsprecher und Komiker
- Marc Pilcher (1967–2021), Frisör und Maskenbildner
- Neil Shipperley (* 1974), Fußballspieler
- Kid Harpoon (* 1982), Songwriter und Musikproduzent
- Lee Ryan (* 1983), Sänger
- George Boyd (* 1985), Fußballspieler
- Alice Oseman (* 1994), Young-Adult-Autorin und Illustratorin
- Liam Carpenter (* 1996), Basketballspieler und Influencer
- Nathan Hales (* 1996), Sportschütze